# Strøget (København)
 For alternative betydninger, se Strøget. (Se også artikler, som begynder med Strøget)
Strøget er en berømt gågade i Indre By København, der fører fra Rådhuspladsen til Kongens Nytorv og har en længde af ca. 1,1 km. Strøget er fællesbetegnelsen for strækningen, der omfatter de fem gader Frederiksberggade, Nygade, Vimmelskaftet, Amagertorv og Østergade.
Strøget er hverken den første eller længste gågade i verden; Strøget var verdens længste gågade, da den åbnede i 1962, men den er senere blevet overhalet, blandt andet af Rue Sainte Catherine i Bordeaux. Men den er stadig en af Europas længste gågader.
Navnet Strøget kommer af strøg i betydningen strækning. Det blev oprindeligt brugt om Østergade i sommerrevyer i 1876 og 1883 men kom efterhånden til at dække hele gadeforløbet mellem Rådhuspladsen og Kongens Nytorv. Før da kaldte man det for Ruten eller Routen. Efter 1962 benyttedes en tid navnet Gågaden, men efter at andre gader også blev gågader, gled det navn ud.

## Gader
Strøget består af følgende gader/torve:
- Frederiksberggade – den nyeste af Strøgets gader anlagt efter bybranden i 1728, hvor de hidtidige Lille Sankt Clemensstræde, Hellig Korsstræde og Store Sankt Clemensstræde forsvandt.[5] Gaden navn skyldes, at den førte til den daværende byport Vesterport, hvorfra vejen til Frederiksberg gik.[6][7]
- Gammeltorv - byens ældste torv kendt fra 1300-tallet men som antagelig eksisterede allerede i 1100-tallet. Navnet kendes fra 1446 i formen thet gamble marked (det gamle marked) i modsætning til det nyere marked på Amagertorv og altså ikke som modsætning til Nytorv, der først anlagdes senere. Torvets vartegn er springvandet Caritasbrønden, der springer med guldæbler på de kongelige fødselsdage.[8][9]
- Nytorv – i dag et stort torv sammen med Gammeltorv, men da det anlagdes fra 1606 lå det som et nyt særskilt torv bag Københavns daværende rådhus, der havde facade mod Gammeltorv. Efter bybranden i 1795 blev de to torve forenet, og et nyt rådhus etableret ved Nytorv i bygningen, der nu rummer Københavns Domhus.[10][11] Det gamle rådhus er markeret med en stensætning på torvet.
- Nygade – den korteste gade der anlagdes fra 1685, efter en brand gjorde et gadegennembrud muligt mellem Gammeltorv og Vimmelskaftet. Før da gik trafikken ad Skoubogade og Skindergade.[12][13] Navnet skyldes at det var en ny gade i et område, hvor de fleste andre gader på det tidspunkt allerede havde flere hundrede år på bagen.[14]
- Vimmelskaftet – kendt fra 1300-tallet. Navnet kendes fra 1597 og hentyder til, at det daværende gadeforløb ad Vimmelskaftet, Skoubogade og Skindergade havde en form, der mindede om et vimmelskaft, et borsving.[15][16]
- Amagertorv – kendt fra 1300-tallet. Den starter som gade langs Helligåndshuset fra 1470 men åbner og bliver til et torv, der til dels flyder sammen med den tilstødende Højbro Plads. Navnet kendes fra 1448, og fra i hvert fald 1600-tallet var det her bønderne fra Amager havde deres marked. På torvet står Storkespringvandet fra 1894.[17][18]
- Østergade – navnet kendes fra 1447 og skyldes, at gaden førte til byporten Østerport, der da lå ved nuværende Kongens Nytorv. I 1647 flyttedes byporten til området ved nuværende Østerport Station, da den tilstødende Østervold omlagdes.[19][20]

## Historie
Som det fremgår ovenfor, har de gader der udgør Strøget en aldersforskel på flere hundrede år. Gammeltorv, Vimmelskaftet, Amagertorv og Østergade kendes således fra 1300-tallet men er antagelig noget ældre, mens Nytorv, Nygade og Frederiksberggade først kom til i 1600- og 1700-tallet. Dengang gik trafikken primært fra Frederiksberggade til Amagertorv, hvor der drejede fra ad det nu forsvundne Højbrostræde til Københavns Slot og dets afløser Christiansborg. Efter sidstnævntes brand i 1794 flyttede kongefamilien imidlertid til Amalienborg, og Strøget blev da den naturlige vej dertil.
I første halvdel af 1800-tallet var Strøget blevet stedet at spadsere, og både kendte og ukendte mennesker kom her typisk en gang om dagen både for at se og blive set. Efter sigende kunne man i 1840'erne endda bekendtgøre en forlovelse blot ved at spadsere med pigen ad Østergade eller Vimmelskaftet en eftermiddag mellem kl. 14 og 16. Nogle årtier senere, fra 1884 til 1912, havde dagbladet Politiken til huse på hjørnet af Østergade og den nu forsvundne Integade (nu en del af Magasins Torv). Her var der glimrende udsigt til de mange kendte københavnere, der dengang færdedes på Strøget, og en journalist behøvede ofte bare at gå en tur op og ned ad Strøget for at få et par nyheder til næste dags avis.

### Kollektiv trafik
1. oktober 1872 indsatte Frederiksberg Sporvejsselskab hesteomnibusser og senere særlige sporomnibusser på Strøget som del af en linje, der fortsatte ud ad Gammel Kongevej. På Strøget var der i modsætning til Gammel Kongevej ikke spor, men ved hjælp af en særlig konstruktion kunne sporomnibusserne skifte mellem at køre at køre på spor og på almindelige gader. I 1898 indgik linjen i det nydannede Frederiksberg Sporvejs- og Elektricitets Aktieselskab, der året efter udskilte kørslen ad Strøget som en ren hesteomnibuslinje. Hestene fortsatte frem til 5. november 1913, hvor de blev afløst af nye motorbusser. I 1919 blev driften overtaget af Københavns Sporveje, der gav linjen nr. 11, og som i 1933 åbnede yderligere en ny linje 19 ad blandt andet Strøget. De to linjer måtte dog indstilles i 1940 som følge af besættelsen.
Efter besættelsen blev de to linjer genoptaget med ændrede linjenumre, da de oprindelige numre i mellemtiden var blevet overtaget af to nye sporvejslinjer. Linje 19 genopstod således som linje 29 i 1946 men vendte dog først tilbage til Strøget året, hvor linje 11 tilsvarende genopstod som linje 28. Nu var Strøget imidlertid blevet ensrettet i retning mod Rådhuspladsen, så i retning mod Kongens Nytorv måtte der køres ad parallelle gader syd for Strøget som Farvergade, Læderstræde og Lille Kongensgade. I 1954 fik de to linjer selskab af en ny linje 41. I 1962 blev Strøget imidlertid som beskrevet nedenfor til gågade, og de tre linjer blev derfor omlagt ad andre parallelle gader som Vingårdstræde, Gammel Strand og Vandkunsten. Senere omlægninger fulgte, så de parallelle gader med tiden også mistede busbetjeningen. Endelig blev linje 41, fra 1990 linje 27, nedlagt i 1996, linje 28 i 2003 og linje 29 i 2011.

### Gågaden
Strøget blev omdannet til gågade den 17. november 1962, da biler var begyndt at dominere Københavns indre by. Inspireret af en række nye gågader oprettet i Tyskland efter krigen, var gaden lukket for trafik i nogle dage før jul i løbet af 1950'erne. Lukningen startede oprindeligt en midlertidig retssag, men ændringen blev gjort permanent i 1964, og gaden har været lukket for biltrafik siden. Ideen var kontroversiel, idet nogle mennesker troede, at danskerne ikke havde sans for udendørs mentalitet ved oprettelse af sådan en gade. Mange lokale butiksindehavere troede ideen ville skræmme kunderne væk. Alfred Wassard, Københavns byplanborgmester fra 1962-78, og ændringens forfatter fik dødstrusler. På åbningsdagen var politifolk til stede for at beskytte ham mod fysiske overfald. Bilister dyttede med hornet fra sidegader for at markere deres utilfredshed, selv om begivenheden var velbesøgt og præget af dans og musik. Butikker på den østlige del af gaden var særligt imod ændringen, og de forsøgte at få projektet begrænset til dens vestlige del, som var domineret af kroer og biografer på dette tidspunkt. Men projektet viste sig hurtigt at være en succes. Området pralede snart med flere kunder, cafeer og et fornyet gadeliv.
Der kom flere gågader til i de efterfølgende år. En anden gade og et par torve mere blev tømt af biler i 1968, og yderligere lukninger fandt sted i 1973 og 1992. Amagertorv blev gendannet i 1993 og selve pladsen blev sammensat i et mønster af granit, designet af kunstneren Bjørn Nørgaard. Arkitekt Jan Gehl har forsket om den nye gågades effekter siden 1962. Hans indflydelsesrige rapporter og undersøgelsesresultater om emnet dannede grundlaget for Københavns efterfølgende politiske skift til at promovere fodgængere og cykler. Gehl og Københavns politik er senere blevet berømt i hele verden og har opmuntret byer som Melbourne og New York til at indføre gågader på samme stil.
Omkring 80.000 mennesker bruger Strøget hver dag om sommeren, og omkring 48.000 gør det på en almindelig vinterdag. På den sidste søndag før jul kan så mange som 120.000 anvende Strøget. Jan Gehl mener at Strøget nu har opnået sin fulde kapacitet, med sin bredde på 10-12 meter giver den plads til omkring 145 personer per minut.